# Komárov (okres Tábor)
Komárov (německy Komarau) je obec v okrese Tábor v Jihočeském kraji. Žije v ní 128 obyvatel. Komárov je malá vesnice v oblasti mezi Soběslaví a Bechyní na vyvýšeném místě na okraji bývalých bažin. Patří do oblasti Soběslavských Blat, pro kterou je typická architektura tzv. selského baroka. Roku 1995 byl Komárov vyhlášen vesnickou památkovou rezervací.
V části katastrálního území Komárov u Soběslavi se rozkládá přírodní památka Veselská blata.

## Historie
První písemná zmínka o obci pochází z roku 1492. Kolem poloviny 19. století obec patřila pod Bechyni, což bylo obzvláště kvůli špatnému spojení nevýhodné. Až po druhé světové válce uspěly snahy o převedení pod správu města Soběslav.

## Obyvatelstvo
| Rok            | 1869 | 1880 | 1890 | 1900 | 1910 | 1921 | 1930 | 1950 | 1961 | 1970 | 1980 | 1991 | 2001 | 2011 | 2021 |
| -------------- | ---- | ---- | ---- | ---- | ---- | ---- | ---- | ---- | ---- | ---- | ---- | ---- | ---- | ---- | ---- |
| Počet obyvatel | 275  | 275  | 291  | 261  | 241  | 242  | 262  | 177  | 194  | 192  | 154  | 139  | 127  | 117  | 127  |
| Počet domů     | 38   | 39   | 40   | 40   | 41   | 41   | 46   | 50   | 45   | 47   | 40   | 57   | 62   | 61   | 65   |

## Obecní správa
Mezi lety 1850–1975 byl Komárov obcí v okrese Milevsko (1850–1930), posléze v okrese Soběslav (1950) a později v okrese Tábor. Od 1. ledna 1976 do 23. listopadu 1990 patřily jako část obce k Vlastiboři a od 24. listopadu 1990 je opět samostatnou obcí.

## Architektura
Komárov se pyšní bohatými selskými statky přestavěnými na začátku 19. století z původních dřevěných na zděné a vyzdobenými ve stylu selského baroka. O to se zasloužil také v 60. letech 19. století zedník-lidový umělec Martin Paták pocházející z nedaleké Vlastiboře.

## Pamětihodnosti
- Kaple na návsi
- Pomník obětem první světové války s později přidanou deskou z druhé světové války
- Špýchar čp. 1 – 1862
- Špýchar čp. 4 – 1808
- Špýchar čp. 5 – 1862
- Dům čp. 10 – 1837
- Špýchar čp. 51 – 1839
- Špýchar čp. 28 – 1865
- Dům čp. 16 – 1831

## Osobnosti
- Bedřich Dubský (1880–1957), archeolog
- Josef Rudolf Vaňaus (1839–1910), středoškolský učitel

## Galerie

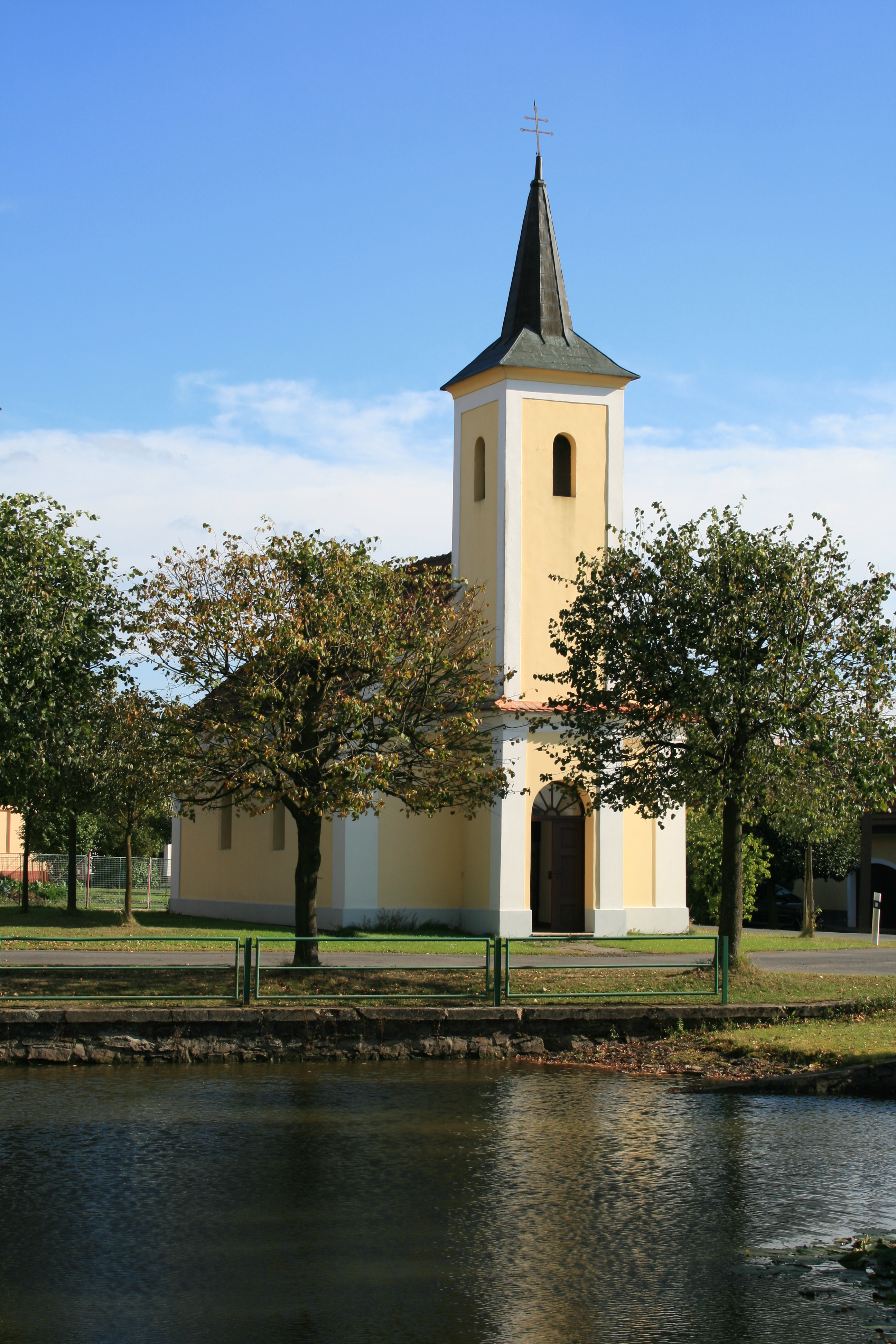
Kaple na návsi
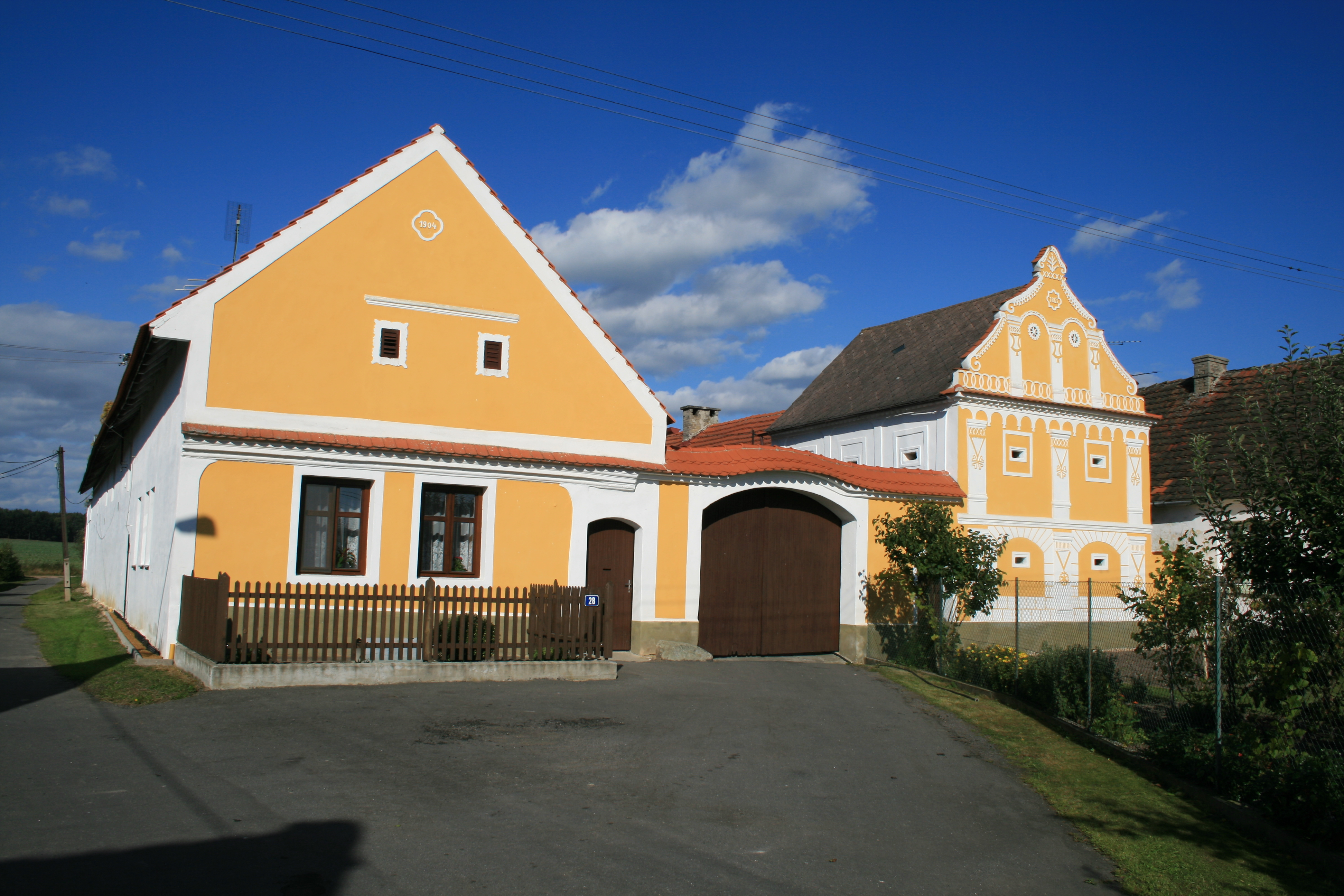
Usedlost čp. 28
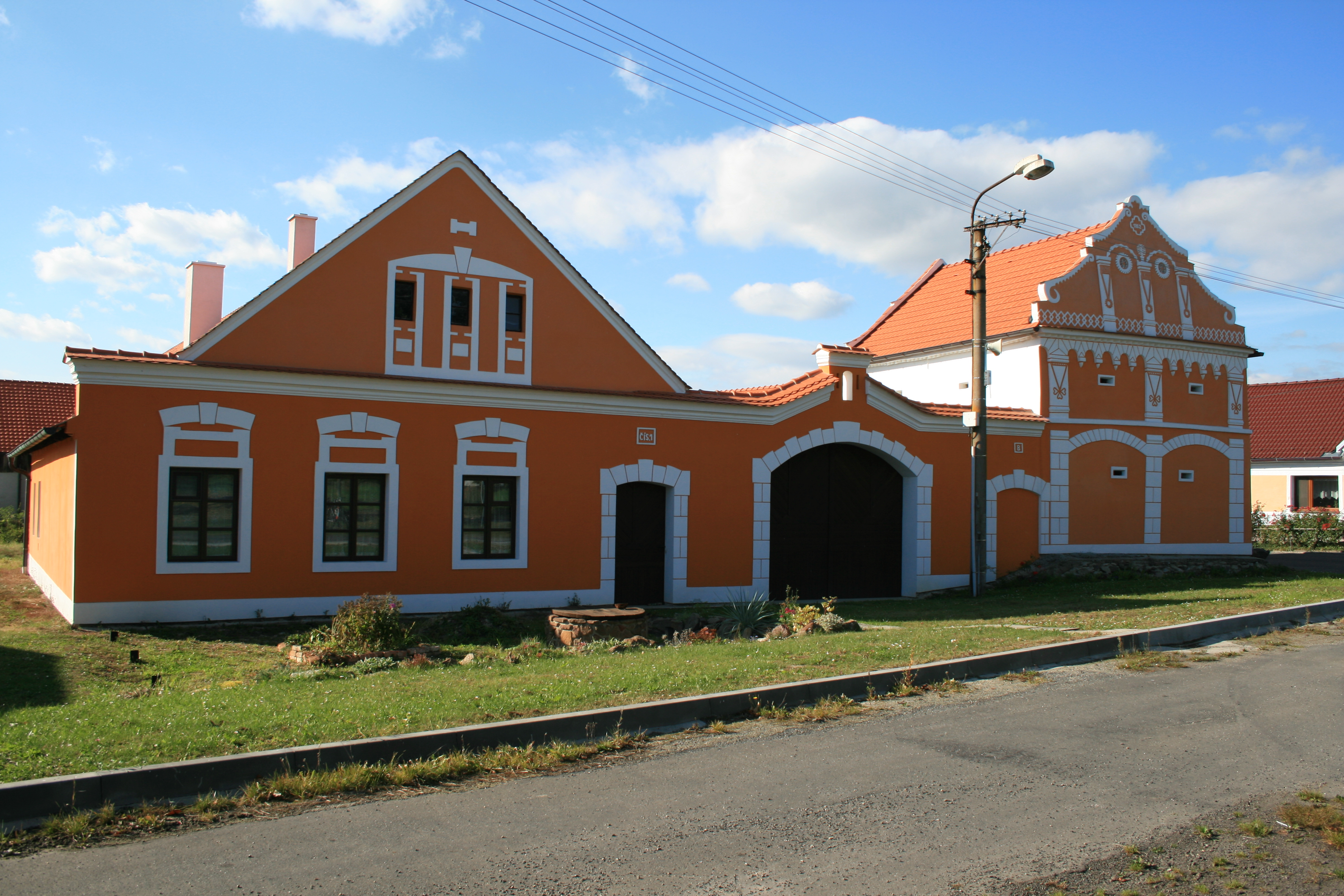
Usedlost čp. 8
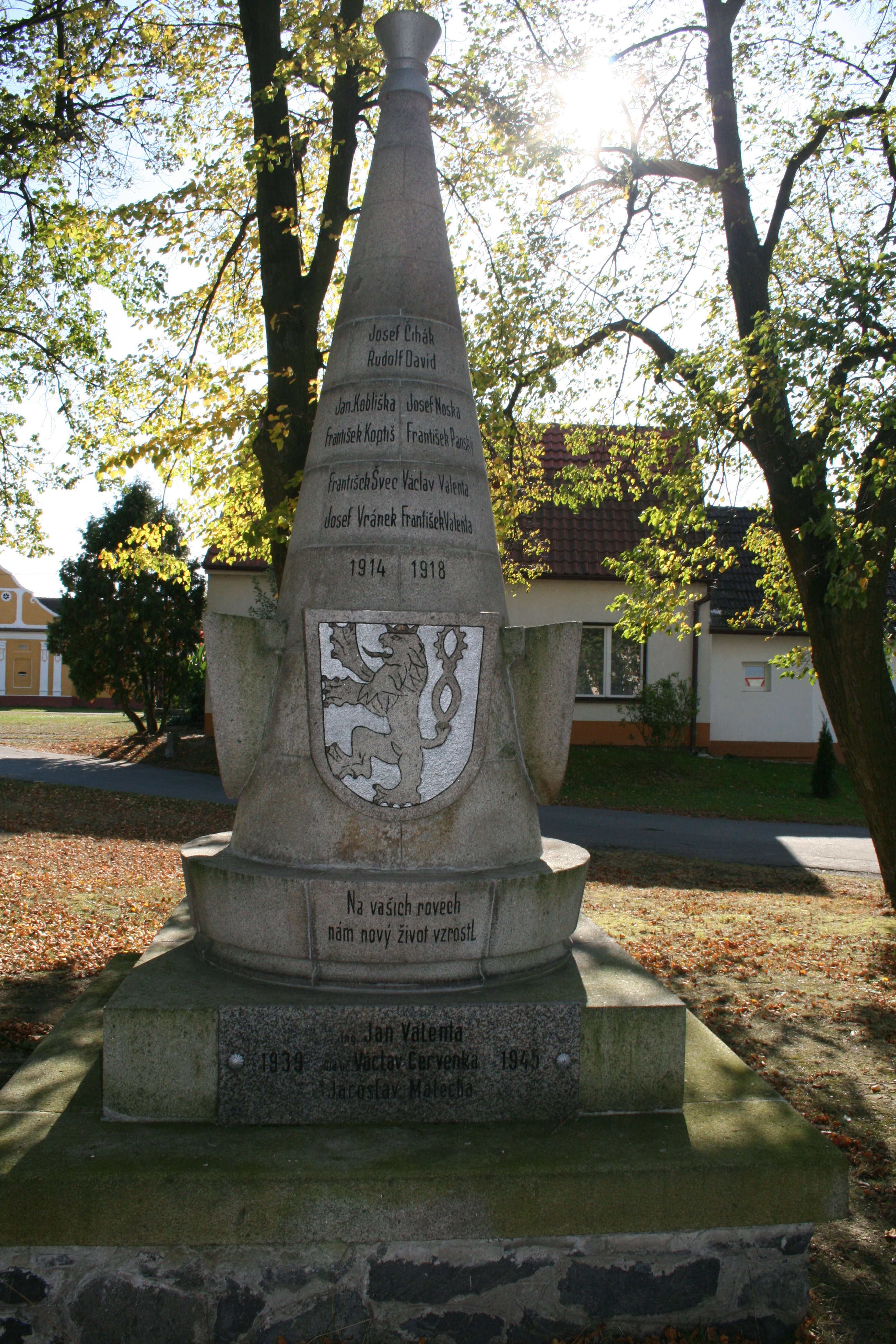
Pomník padlým v první světové válce
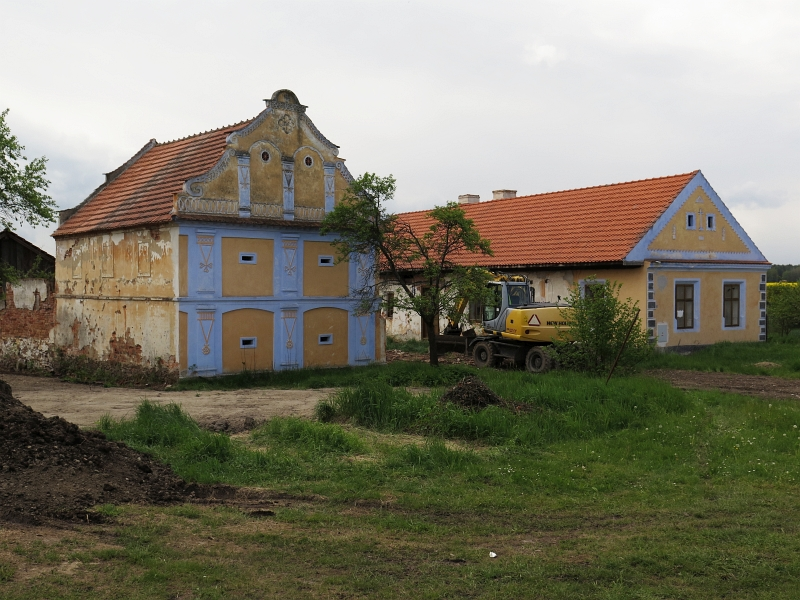
Statek, čp. 5
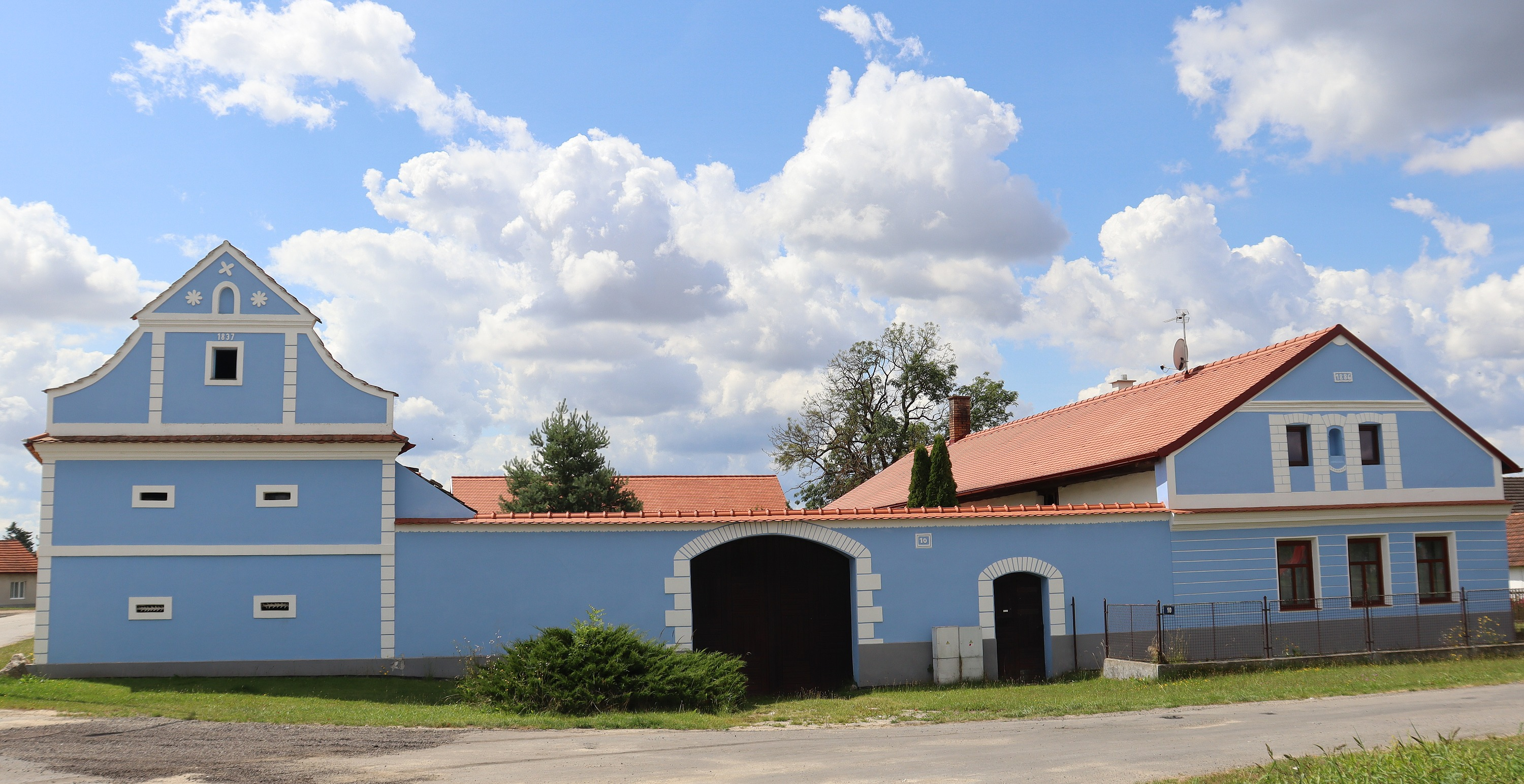
Statek čp. 10